# قوانین جدید (ترانه)
«قوانین جدید» تک‌آهنگی از هنرمند اهل بریتانیا دوآ لیپا است که از اولین آلبوم استودیویی وی به نام دوآ لیپا در ۲۱ ژوئیه ۲۰۱۷ منتشر شد.
این ترانه در چارت‌های فلاندرز، ایرلند، اسرائیل، لاتویا، هلند، رومانی، بریتانیا در رتبه یک و در کشورهای زیادی به زیر ده رسید.
موزیک ویدئو این آهنگ به ۱ میلیارد بازدید رسید که اولین موزیک ویدئو دوا لیپا به این مقدار بازدید بود.  این موزیک ویدیو با ۳ میلیارد بازدید ( تا سال ۲۰۲۴) در یوتیوب یکی از پربازدیدترین موزیک ویدیو های یوتیوب است.